# Otomys jacksoni
Otomys jacksoni is een knaagdier uit het geslacht Otomys dat voorkomt op 3300 tot 4200 m hoogte op Mount Elgon in Kenia en Oeganda. Deze soort wordt meestal beschouwd als een vorm van Otomys typus, maar is kleiner, heeft een donkerbruine vacht en slechts zeven laminae op de derde bovenkies (M3). Op Mount Elgon komt deze soort samen met een andere endemische Otomys-soort, O. barbouri, voor.
Otomys anchietae · Otomys angoniensis · Otomys auratus · Otomys barbouri · Otomys burtoni · Otomys cheesmani · Otomys cuanzensis · Otomys dartmouthi · Bergoorrat (Otomys denti) · Otomys dollmani · Otomys fortior · Otomys helleri · Moerasrat (Otomys irroratus) · Otomys jacksoni · Otomys karoensis · Otomys lacustris · Otomys laminatus · Otomys occidentalis · Otomys orestes · Otomys simiensis · Otomys sloggetti · Otomys sungae · Otomys thomasi · Otomys tropicalis · Otomys typus · Otomys unisulcatus · Otomys uzungwensis · Otomys willani · Otomys yaldeni · Otomys zinki